# Пуэрто-Рико на зимних Олимпийских играх 1994
Пуэрто-Рико принимало участие в Зимних Олимпийских играх 1994 года в Лиллехамере  (Норвегия) в четвёртый раз за свою историю, но не завоевало ни одной медали.